# Frederikus Jacobus Oushoorn
Frederikus Jacobus Oushoorn (Fr.J. Oushoorn, Rotterdam, 2 maart 1862 – aldaar, 13 november 1890) was een Nederlands musicus.
Hij was zoon van muzikant/muziekleraar Frederikus Oushoorn en Johanna Adriana van der Vall. Broers Hugo Oushoorn en Jacobus Hendrikus Oushoorn verdiende hun geld ook met muziek. Hijzelf bleef ongehuwd.
Zijn eerste stappen in de muziek werden gezet aan de hand van zijn vader. Reeds op negenjarige leeftijd werd hij leerling aan de Muziekschool der Toonkunst. Hij studeerde er piano bij Woldemar Bargiel, Max van der Sandt en Friedrich Gernsheim en viool bij Emanuel Wirth en Hermann Csillag. Muziektheorie ontving hij van Theodoor Verhey. In 1866 werd hij violist in het orkest van de Hoogduitsche Opera in Rotterdam. In 1881 maakte hij samen met zanger Conrad Behrens een concertreis door Noorwegen. Er volgden kunstreizen door geheel Europa, waarbij hij aan diverse hoven speelde. Eenmaal terug in Nederland sloot hij zich weer aan bij de Hoogduitse Opera, maar dan als altist. Dat kwam van pas, want in 1888/1889 was hij altist in het strijkkwartet van Robert Heckmann uit Keulen. Daarna volgde een kortstondige verbintenis bij het Concertgebouworkest om op 1 september 1889 weer naar het operaorkest terug te keren; het was van korte duur.